# Моносексизм
Моносексизм (англ. monosexism) — убеждение, что все люди являются моносексуальными, то есть их привлекают люди только одного пола; мнение, что бисексуальности и пансексуальности не существует; вера, что моносексуальность, то есть исключительная гетеросексуальность или гомосексуальность, превосходит бисексуальную либо другую немоносексуальную ориентацию и что моносексуальность более приемлема.
Обычно этот термин используется для описания случаев такой дискриминации в отношении немоносексуальных людей, которая менее агрессивная или явная, чем бифобия.

## Основные понятия
Некоторые гетеросексуальные люди определяют бисексуальность как морально неправильную, греховную или опасную, в то время как другие идут ещё дальше, описывая таковыми все ориентации, кроме гетеросексуальной. Некоторые геи утверждают, что мужчины, идентифицирующие себя как бисексуалы, на самом деле гомосексуальны, но находятся в отрицании и отсутствии самоуважения. Лесбиянки, которые делают пренебрежительные заявления о поведении женщин, идентифицирующих себя как бисексуалки, как правило, утверждают, что такие женщины на самом деле гетеросексуальны и вступают в сексуальные отношения с другими женщинами для привлечения внимания мужчин или из-за запутанности в себе. Некоторые люди, независимо от их собственной ориентации, считают немоносексуальных людей просто ведущими беспорядочный половой образ жизни. У многих немоносексуальных людей есть некоторая форма внутреннего моносексизма, или же чувство, что их собственная сексуальная ориентация нелегитимна, что её нужно исправить.
Не все лесбиянки, геи и гетеросексуальные люди поддерживают эти взгляды. Многие принимают бисексуальных людей и выступают против тех, кто выражает негативные взгляды о немоносексуальности.
Моносексизм относится к предубеждению против немоносексуальности. Хотя он описывает взгляд на превосходство гетеросексуальности и гомосексуальности, это не то же самое, что гетеросексизм или гомосексизм, представляющие собой взгляды, которые включают превосходство одного над другим.
В частности, моносексизм способствует исключительной гинофилии и андрофилии независимо от пола человека.